# Asesinato de Alayna Ertl
Alayna Jeanne Ertl (St. Cloud, Minnesota; 31 de octubre de 2010 - condado de Cass, Minnesota; 20 de agosto de 2016) fue una niña estadounidense asesinada tras ser secuestrada de su casa el 20 de agosto de 2016. Tras una investigación llevada a cabo por las autoridades locales y la Oficina de Detención Criminal de Minnesota (BCA), fue hallada muerta en el parque Wilderness, en el condado de Cass.
El autor del crimen fue Zachary Todd Anderson. Se declaró culpable de asesinato en primer grado con conducta sexual delictiva y fue condenado a cadena perpetua sin posibilidad de libertad condicional.

## Antecedentes

### Zachary Todd Anderson
Anderson nació el 26 de noviembre de 1990. En mayo de 2006, Anderson (que entonces tenía 15 años) vivía con su madre en una casa adosada en Monticello (Minnesota). Según los documentos judiciales publicados por el condado de Wright en 2016, en el verano de 2006, una vecina de Anderson denunció a las autoridades que él le dejaba notas de amor en su coche. Según se afirma, estas incluían cumplidos sobre el aspecto de la mujer y un número de teléfono al que llamar si estaba interesada en salir con él. En diciembre, los documentos judiciales describen cómo Anderson fue a la casa de la vecina y le exigió que mantuviera relaciones sexuales con él, y tras ser rechazado repetidamente, huyó cuando el novio de la mujer acudió a la puerta. En junio de 2007, Anderson entró en la casa de la mujer quitando la mosquitera de una ventana y le robó el teléfono móvil. Como resultado, fue acusado de robo y hurto en primer grado, y más tarde se declaró culpable de robo en tercer grado con una sentencia de servicio comunitario obligatorio.
Según una prima de Matt Ertl, el padre de Alayna, Anderson era amigo de la familia Ertl desde hacía años antes del asesinato. Ella describió a Anderson como alguien que jugaba en el equipo de sóftbol de Matt todos los viernes y pasaba la noche en la residencia de los Ertl con regularidad. Anderson y Matt también trabajaban juntos en la empresa Vannguard Utility Partners. Su trabajo consistía en localizar y marcar las líneas de servicios públicos subterráneas.

## Desaparición e investigación
El 19 de agosto de 2016, Anderson jugó al sóftbol con Matt por la tarde. Más tarde, los dos regresaron a la residencia de los Ertl, donde hablaron hasta las 4 de la madrugada del 20 de agosto, tras lo cual Matt se fue a dormir. A las 2 de la madrugada, Alayna fue acostada por su madre, Kayla Ertl. A las 8 de la mañana, ambos padres descubrieron que Alayna, Anderson y la camioneta GMC Sierra de 2002 de Matt habían desaparecido. Los padres presentaron una denuncia por desaparición en la oficina del sheriff del condado de Meeker dos horas más tarde.
Tras la denuncia, la oficina del sheriff peinó la zona de Watkins sin éxito. La BCA se unió entonces a la investigación, peinó una zona más amplia y revisó las imágenes de las cámaras de seguridad de los negocios locales, sin que ninguna de ellas aportara avances. A las 13:30 horas se emitió una alerta ámbar para Alayna. Durante la búsqueda, las autoridades localizaron la Sierra rastreando un teléfono móvil que Matt había dejado dentro. Se determinó que Anderson estuvo en el condado de Todd desde las 6:30 hasta las 9 de la mañana, momento en el que el teléfono móvil se apagó. Anderson también fue visto en una tienda de conveniencia en Browerville a las 8:30, aparentemente solo.
Según los documentos judiciales, aproximadamente a las 14 horas, la oficina del sheriff del condado de Cass recibió una pista de una persona que llamó diciendo ser el padre de Anderson. Informaron que había pedido usar la cabaña de su familia en Motley y luego permitieron a las autoridades registrar la zona. Dos parejas de agentes respondieron. Una pareja fue a la cabaña y encontró el Sierra en un barranco cercano, según los documentos judiciales, que afirman que Anderson lo aparcó allí para ocultarlo. Cuando registraron la cabaña, encontraron una escopeta del calibre 20, munición adecuada y una nota de suicidio. 
La otra pareja, junto con un K-9, siguió las huellas fuera de la cabaña que conducían al bosque. A las 16:30 Anderson fue encontrado de pie, con el agua hasta las rodillas en un pantano y con un corte en la muñeca izquierda. No estaba armado y no se resistió al arresto. Cuando se le preguntó dónde estaba Alayna, indicó que no lo sabía y que no quería hablar. Cuando se le presionó más, admitió que Alayna estaba en el pantano y llevó a los agentes hasta su cuerpo a las 18:02 horas de la tarde.
El cuerpo de Alayna fue encontrado desnudo y sumergido en el agua a unos 130 km de Watkins. Fue declarada muerta en el lugar de los hechos, y Anderson fue acusado y encarcelado en la prisión del condado de Crow Wing. La autopsia de Alayna reveló que la causa de la muerte fue estrangulamiento y traumatismo contuso, con indicios de agresión sexual.

## Procedimiento judicial
El 25 de octubre de 2017, Anderson fue acusado por un gran jurado de 19 cargos, entre ellos asesinato en primer y segundo grado, conducta sexual delictiva en primer y segundo grado, interferencia con un cadáver, secuestro y robo de vehículo motorizado. Anderson se declaró inocente. La fianza de Anderson se fijó en un millón de dólares con condiciones y 2 millones sin condiciones.
En una moción para desestimar la acusación, el abogado de Anderson argumentó que no había causa probable suficiente para el arresto, ya que la información se obtuvo después de que Anderson invocara su derecho a permanecer en silencio en virtud de la quinta enmienda. La jueza Jana Austad dictaminó en mayo que los investigadores interrogaron indebidamente a Anderson. Como resultado, la primera declaración de Anderson a la policía, el hecho de que supiera que Alayna estaba en el pantano y de que guiara a los agentes hasta su cuerpo se consideraron inadmisibles.
Se presentó otra moción para que los detalles del hallazgo de la menor, incluida la ropa y los efectos personales que se encontraban cerca de ella, fueran inadmisibles por la misma razón. La fiscalía argumentó que la información se habría obtenido independientemente de la declaración de Anderson debido a los recursos desplegados en la zona, como el K-9 y un helicóptero con radar infrarrojo. La jueza Austad no aceptó esa moción. Según el fiscal asignado al caso, Benjamin Lindstrom, el estado pretendía la pena máxima de cadena perpetua sin posibilidad de libertad, afirmando que «si alguien va a hacer daño a nuestros hijos, haremos todo lo que podamos dentro de la ley para que se haga justicia. Esto no lo hace justo, pero es lo máximo que podemos hacer dentro de la ley».
El 2 de marzo de 2018, Anderson se declaró culpable de un cargo de asesinato en primer grado mientras cometía un delito sexual, y se desestimaron los demás cargos. Anderson fue condenado a cadena perpetua sin posibilidad de libertad condicional, la pena mínima para este delito en Minnesota. Como parte de la declaración de culpabilidad, Anderson fue interrogado en el tribunal sobre el delito, donde admitió haber secuestrado a Alayna, haberla agredido sexualmente y luego «haberla dejado morir en el condado de Cass». Ese mismo día se leyeron las declaraciones de la familia de Alayna sobre el impacto del delito en las víctimas. Lindstrom comentó que le sorprendió que Anderson se declarara culpable, ya que no había ningún incentivo para hacerlo, alegando que si el caso hubiera ido a juicio con jurado, el resultado habría sido el mismo.